# Рерик
Рерик (њем. Rerik) град је у њемачкој савезној држави Мекленбург-Западна Померанија. Једно је од 59 општинских средишта округа Бад Доберан. Према процјени из 2010. у граду је живјело 2.270 становника. Посједује регионалну шифру (AGS) 13051062.

## Географски и демографски подаци
Рерик се налази у савезној држави Мекленбург-Западна Померанија у округу Бад Доберан. Град се налази на надморској висини од 10 метара. Површина општине износи 33,4 km². У самом граду је, према процјени из 2010. године, живјело 2.270 становника. Просјечна густина становништва износи 68 становника/km².